# Cratere Piccolomini
Piccolomini è un cratere lunare di 87,58 km situato nella parte sud-orientale della faccia visibile della Luna.